# Ensaio sobre a Cegueira
Ensaio sobre a Cegueira é um romance do escritor português José Saramago, publicado em 1995, e traduzido para diversas línguas. A obra narra a história da epidemia de cegueira branca que  se espalha por uma cidade, causando um grande colapso na vida das pessoas e abalando as estruturas sociais. O romance se tornou um dos mais famosos e renomados do autor, juntamente com Memorial do Convento e O Evangelho segundo Jesus Cristo, e fora, sem dúvida, um dos principais motivos para a escolha dele ao prêmio Nobel de literatura em 1998.

## Aos olhos do autor
"Este é um livro francamente terrível com o qual eu quero que o leitor sofra tanto como eu sofri ao escrevê-lo. Nele se descreve uma longa tortura. É um livro brutal e violento e é simultaneamente uma das experiências mais dolorosas da minha vida. São 300 páginas de constante aflição. Através da escrita, tentei dizer que não somos bons e que é preciso que tenhamos coragem para reconhecer isso."

## Resumo/contexto da obra literária
A cegueira começa num único homem, durante a sua rotina habitual. Quando está sentado em seu carro no semáforo, este homem tem um ataque de cegueira, e é aí, com as pessoas que correm em seu socorro que uma cadeia sucessiva de cegueira se forma…
Uma cegueira, branca, como um mar de leite e jamais conhecida, alastra-se rapidamente em forma de epidemia. O governo decide agir, e as pessoas infectadas são colocadas em uma quarentena com recursos limitados que irá desvendar aos poucos as características primitivas do ser humano.
A força da epidemia não diminui com as atitudes tomadas pelo governo e depressa o mundo se torna cego, onde apenas uma mulher, misteriosa e secretamente manterá a sua visão, enfrentando todos os horrores que serão causados, presenciando visualmente todos os sentimentos que se desenrolam na obra: poder, obediência, ganância, carinho, desejo, vergonha; dominadores, dominados, subjugadores e subjugados.
Nesta quarentena esses sentimentos se irão desenvolver sob diversas formas: lutas entre grupos pela pouca comida disponibilizada, compaixão pelos doentes e os mais necessitados, como idosos ou crianças, embaraço por atitudes que antes nunca seriam cometidas, atos de violência e abuso sexual, mortes,…
Ao conseguir finalmente sair (devido a um fogo posto na camarata de um grupo dominante, que instalara ainda mais o desespero controlando a comida a troco de todos os bens dos restantes e serviços sexuais) do antigo hospício onde o governo os pusera em quarentena, a mulher que vê depara-se com a ausência de guarda: “a cidade estava toda infectada”; cadáveres, lixo, detritos, todo o tipo de sujidade e imundice se instalara pela cidade. Os cegos passaram a seguir os seus instintos animais,  e sobreviviam como nômades, instalando-se em lojas ou casas desconhecidas.
Saramago mostra, através desta obra intensiva e sofrida, as reações do ser humano às necessidades, à incapacidade, à impotência, ao desprezo e ao abandono. Leva-nos também a refletir sobre a moral, costumes, ética e preconceito através dos olhos da personagem principal, a mulher do médico, que se depara ao longo da narrativa com situações inadmissíveis; mata para se preservar e aos demais, depara-se com a morte de maneiras bizarras, como cadáveres espalhados pelas ruas e incêndios; após a saída do hospício, ao entrar numa igreja, presencia um cenário em que todos os santos se encontram vendados: “se os céus não vêem, que ninguém veja”…
A obra acaba quando subitamente, exatamente pela ordem de contágio, o mundo cego dá lugar ao mundo imundo e bárbaro. No entanto, as memórias e rastros não se desvanecem.

## Personagens
José Saramago não faz a distinção de personagens pelos seus nomes, mas sim pelas suas características e particularidades. Entre os personagens principais, temos o primeiro cego, a mulher do primeiro cego, o médico, a mulher do médico (que vê), a rapariga dos óculos escuros, o velho da venda preta e o rapazinho estrábico.
Vão aparecendo ao longo do livro outros personagens secundárias, como o cego da pistola, o cego que escreve em braile, o ladrão, os soldados, a velha do primeiro andar, o cão de lágrimas…
A rapariga dos óculos escuros – “Mãezinha, paizinho… Não está ninguém, disse a rapariga dos óculos escuros, e desatou-se a chorar encostada à porta…, não tivéssemos nós aprendido o suficiente do complicado que é o espírito humano, e estranharíamos que queira tanto a seus pais, ao ponto destas demonstrações de dor, uma rapariga de costumes tão livres,…”

## Tipo de escrita
Nesta obra, Saramago utiliza o tipo de escrita pelo qual ficou conhecido mundialmente. Este tipo de escrita pauta-se por uma descrição fluida, onde o discurso direto se mistura com o indireto, sendo normal a ausência de recursos típicos do discurso direto (parágrafo, travessão, aspas), apresentando o discurso direto entre vírgulas e começando por maiúsculas, para o leitor fazer a distinção entre este e o restante tipo de discurso. Este tipo de escrita foi desenvolvido ao longo dos livros que Saramago escreveu e é uma das suas (senão a maior) características inconfundíveis.

## Trechos do livro
“Por que foi que cegámos, Não sei, talvez um dia se chegue a conhecer a razão, Queres que te diga o que penso, Diz, Penso que não cegámos, penso que estamos cegos, Cegos que veem, Cegos que, vendo, não veem”
“O medo cega, disse a rapariga dos óculos escuros, São palavras certas, já éramos cegos no momento em que cegámos, o medo nos cegou, o medo nos fará continuar cegos, Quem está a falar, perguntou o médico, Um cego, respondeu a voz, só um cego, é o que temos aqui.”
“Lutar foi sempre, mais ou menos, uma forma de cegueira, Isto é diferente, Farás o que melhor te parecer, mas não te esqueças daquilo que nós somos aqui, cegos, simplesmente cegos, cegos sem retóricas nem comiserações, o mundo caridoso e pitoresco dos ceguinhos acabou, agora é o reino duro, cruel e implacável dos cegos, Se tu pudesses ver o que eu sou obrigada a ver, quererias estar cego, Acredito, mas não preciso, cego já estou, Perdoa-me, meu querido, se tu soubesses, Sei, sei, levei a minha vida a olhar para dentro dos olhos das pessoas, é o único lugar do corpo onde talvez ainda exista uma alma, e se eles se perderam”

## Adaptação cinematográfica
Ao longo de sua vida, Saramago resistira em ceder os direitos sobre seus livros para o cinema. Contudo, em 2008, uma adaptação de Ensaio sobre a Cegueira foi lançada, dirigida pelo brasileiro Fernando Meirelles. Mundialmente, o filme obteve críticas mistas e dividiu opiniões; no entanto, a Saramago a longa-metragem agradou-lhe imensamente. O escritor disse a Meirelles "estar tão feliz de ter visto o filme como estava quando acabou de escrever o livro". Em outra declaração, Saramago disse que "agora conhecia a cara de suas personagens".